# Thomas Kihlström

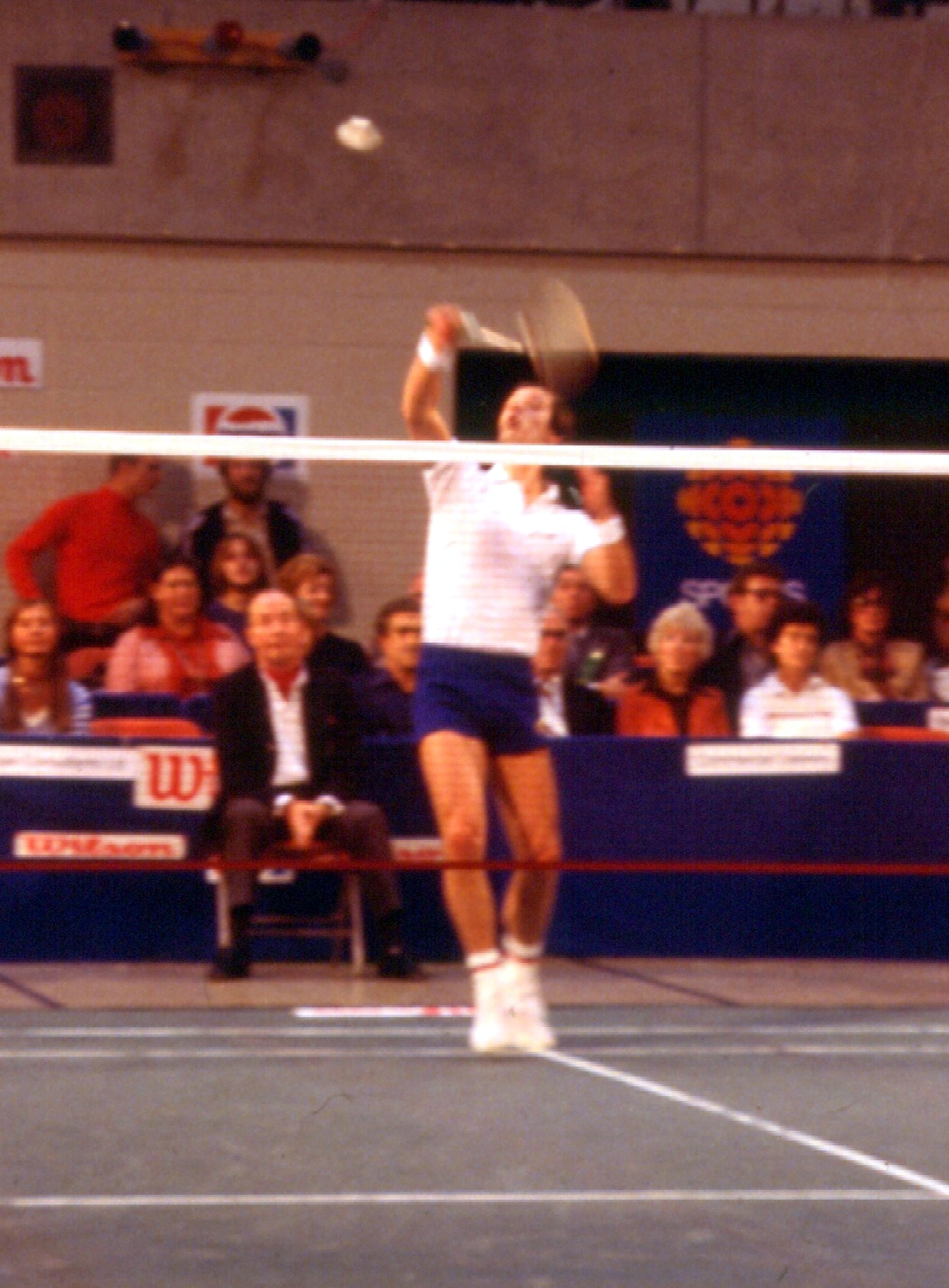
Thomas Kihlström bei den Canadian Open 1977

Thomas Kihlström (* 11. Dezember 1948) ist ein ehemaliger schwedischer Badmintonspieler. Er ist einer der bedeutendsten Spieler seines Landes und war einer der bedeutendsten Akteure im Badminton in den 1970er und 1980er Jahren.

## Karriere
Höhepunkt seiner langen und erfolgreichen Laufbahn im Badminton war der Gewinn des Weltmeistertitels 1983 im Mixed mit Nora Perry. 1977 hatte er zuvor schon zwei Bronzemedaillen gewonnen. Bei Europameisterschaften war er 1982 im Doppel erfolgreich. Des Weiteren gewann er bei kontinentalen Meisterschaften sechs Silber- und zwei Bronzemedaillen.

## Sportliche Erfolge
| Veranstaltung | Saison                                      | Disziplin    | Platz | Name                                                      |
| ------------- | ------------------------------------------- | ------------ | ----- | --------------------------------------------------------- |
| 1965/1966     | Schweden: Einzelmeisterschaft U19           | Herreneinzel | 1     | Thomas Kihlström (IFFA)                                   |
| 1965/1966     | Schweden: Einzelmeisterschaft U19           | Herrendoppel | 1     | Thomas Kihlström / Anders Lindbäck (IFFA / SBK)           |
| 1971          | Norwegen: Internationale Meisterschaften    | Herrendoppel | 1     | Kurt Johnsson / Thomas Kihlström                          |
| 1972          | Norwegen: Internationale Meisterschaften    | Herreneinzel | 1     | Thomas Kihlström                                          |
| 1972/1973     | Schweden: Einzelmeisterschaft               | Herrendoppel | 1     | Bengt Fröman / Thomas Kihlström (IFK Lidingö)             |
| 1973          | Norwegen: Internationale Meisterschaften    | Herrendoppel | 2     | Thomas Kihlström / Bengt Fröman                           |
| 1973          | USSR International                          | Herrendoppel | 1     | Thomas Kihlström / Bengt Fröman                           |
| 1973/1974     | Schweden: Einzelmeisterschaft               | Herrendoppel | 1     | Bengt Fröman / Thomas Kihlström (IFK Lidingö / Farsta BK) |
| 1974          | Europameisterschaft                         | Herreneinzel | 2     | Thomas Kihlström                                          |
| 1974/1975     | Deutschland: Internationale Meisterschaften | Herrendoppel | 1     | Bengt Fröman / Thomas Kihlström                           |
| 1974/1975     | Schweden: Einzelmeisterschaft               | Herrendoppel | 1     | Bengt Fröman / Thomas Kihlström (IFK Lidingö / Farsta BK) |
| 1974/1975     | Deutschland: Internationale Meisterschaften | Herreneinzel | 3     | Thomas Kihlström                                          |
| 1975          | Nordische Meisterschaften                   | Herrendoppel | 1     | Bengt Fröman / Thomas Kihlström                           |
| 1975          | Schweden: Internationale Meisterschaften    | Herreneinzel | 3     | Thomas Kihlström                                          |
| 1975          | Schweden: Internationale Meisterschaften    | Herrendoppel | 3     | Thomas Kihlström / Bengt Fröman                           |
| 1975/1976     | Schweden: Einzelmeisterschaft               | Herrendoppel | 1     | Bengt Fröman / Thomas Kihlström (IFK Lidingö)             |
| 1975/1976     | Schweden: Einzelmeisterschaft               | Herreneinzel | 1     | Thomas Kihlström (Lidingö)                                |
| 1975/1976     | Deutschland: Internationale Meisterschaften | Herrendoppel | 1     | Bengt Fröman / Thomas Kihlström                           |
| 1976          | Nordische Meisterschaften                   | Herrendoppel | 1     | Bengt Fröman / Thomas Kihlström                           |
| 1976          | Europameisterschaft                         | Herrendoppel | 3     | Bengt Froman / Thomas Kihlström                           |
| 1976          | All England                                 | Herrendoppel | 1     | Bengt Frøman / Thomas Kihlström                           |
| 1976          | Norwegian International                     | Herrendoppel | 1     | Bengt Fröman / Thomas Kihlström                           |
| 1976/1977     | Dänemark: Internationale Meisterschaften    | Herrendoppel | 1     | Bengt Fröman / Thomas Kihlström                           |
| 1976/1977     | Schweden: Einzelmeisterschaft               | Herrendoppel | 1     | Bengt Fröman / Thomas Kihlström (IFK Lidingö)             |
| 1976/1977     | Deutschland: Internationale Meisterschaften | Herrendoppel | 1     | Bengt Fröman / Thomas Kihlström                           |
| 1977          | Kanada: Internationale Meisterschaften      | Herrendoppel | 1     | Thomas Kihlström / Bengt Fröman                           |
| 1977          | Weltmeisterschaft                           | Herreneinzel | 3     | Thomas Kihlström                                          |
| 1977          | Nordische Meisterschaften                   | Herrendoppel | 1     | Bengt Fröman / Thomas Kihlström                           |
| 1977          | Weltmeisterschaft                           | Herrendoppel | 3     | Thomas Kihlström / Bengt Fröman                           |
| 1977/1978     | Schweden: Einzelmeisterschaft               | Herreneinzel | 1     | Thomas Kihlström (Täby IS)                                |
| 1977/1978     | Schweden: Einzelmeisterschaft               | Herrendoppel | 1     | Bengt Fröman / Thomas Kihlström (IFK Lidingö / Täby IS)   |
| 1978          | Europameisterschaft                         | Herreneinzel | 2     | Thomas Kihlström                                          |
| 1978          | Europameisterschaft                         | Herrendoppel | 2     | Bengt Froman / Thomas Kihlström                           |
| 1978          | Kanada: Internationale Meisterschaften      | Herrendoppel | 1     | Thomas Kihlström / Bengt Fröman                           |
| 1978          | Portugal: Internationale Meisterschaften    | Herrendoppel | 1     | Thomas Kihlström / Bengt Fröman                           |
| 1978          | Portugal: Internationale Meisterschaften    | Herreneinzel | 1     | Thomas Kihlström                                          |
| 1978/1979     | Schweden: Einzelmeisterschaft               | Herrendoppel | 1     | Bengt Fröman / Thomas Kihlström (IFK Lidingö)             |
| 1979          | Nordische Meisterschaften                   | Herrendoppel | 1     | Bengt Fröman / Thomas Kihlström                           |
| 1979          | Polnische Internationale Meisterschaften    | Herrendoppel | 1     | Thomas Kihlström / Tor Sundberg                           |
| 1979/1980     | Schweden: Einzelmeisterschaft               | Herreneinzel | 1     | Thomas Kihlström (Lidingö)                                |
| 1980          | Norwegen: Internationale Meisterschaften    | Herreneinzel | 1     | Thomas Kihlström                                          |
| 1980          | Norwegen: Internationale Meisterschaften    | Herrendoppel | 1     | Thomas Kihlström / Lars Wengberg                          |
| 1980          | Europameisterschaft                         | Herrendoppel | 2     | Bengt Froman / Thomas Kihlström                           |
| 1980          | Wales: Internationale Meisterschaften       | Herreneinzel | 1     | Thomas Kihlström                                          |
| 1980          | Wales: Internationale Meisterschaften       | Herrendoppel | 1     | Thomas Kihlström / Bengt Fröman                           |
| 1980/1981     | Schweden: Einzelmeisterschaft               | Herrendoppel | 1     | Stefan Karlsson / Thomas Kihlström (BK Aura / BKC)        |
| 1980/1981     | Schweden: Einzelmeisterschaft               | Herreneinzel | 1     | Thomas Kihlström (BKC)                                    |
| 1981          | Kanada: Internationale Meisterschaften      | Mixed        | 1     | Thomas Kihlström / Gillian Gilks                          |
| 1981          | Kanada: Internationale Meisterschaften      | Herrendoppel | 1     | Thomas Kihlström / Ray Stevens                            |
| 1981          | Niederlande: Internationale Meisterschaften | Mixed        | 1     | Thomas Kihlström / Gillian Gilks                          |
| 1981          | Schweden: Internationale Meisterschaften    | Herrendoppel | 1     | Stefan Karlsson / Thomas Kihlström                        |
| 1981/1982     | Schweden: Einzelmeisterschaft               | Herrendoppel | 1     | Stefan Karlsson / Thomas Kihlström (BK Aura / BKC)        |
| 1981/1982     | Schweden: Einzelmeisterschaft               | Herreneinzel | 1     | Thomas Kihlström (BKC)                                    |
| 1981/1982     | Dänemark: Internationale Meisterschaften    | Mixed        | 1     | Thomas Kihlström / Nora Perry                             |
| 1982          | Europameisterschaft                         | Herrendoppel | 1     | Stefan Karlsson / Thomas Kihlström                        |
| 1982          | Japan Open                                  | Herreneinzel | 1     | Thomas Kihlström                                          |
| 1982/1983     | Dänemark: Internationale Meisterschaften    | Mixed        | 1     | Thomas Kihlström / Nora Perry                             |
| 1982/1983     | Schweden: Einzelmeisterschaft               | Mixed        | 1     | Thomas Kihlström / Christine Magnusson (BKC)              |
| 1982/1983     | Dänemark: Internationale Meisterschaften    | Herrendoppel | 1     | Thomas Kihlström / Stefan Karlsson                        |
| 1982/1983     | Schweden: Einzelmeisterschaft               | Herrendoppel | 1     | Stefan Karlsson / Thomas Kihlström (BK Aura / BKC)        |
| 1983          | All England                                 | Mixed        | 1     | Thomas Kihlström / Nora Perry                             |
| 1983          | Northumberland International                | Herrendoppel | 1     | Thomas Kihlström / Stefan Karlsson                        |
| 1983          | Nordische Meisterschaften                   | Herrendoppel | 1     | Stefan Karlsson / Thomas Kihlström                        |
| 1983          | Weltmeisterschaft                           | Mixed        | 1     | Thomas Kihlström / Nora Perry                             |
| 1983          | All England                                 | Herrendoppel | 1     | Thomas Kihlström / Stefan Karlsson                        |
| 1983          | Schweden: Internationale Meisterschaften    | Mixed        | 1     | Thomas Kihlström / Nora Perry                             |
| 1983          | Japan Open                                  | Mixed        | 1     | Thomas Kihlström / Nora Perry                             |
| 1983          | Nordische Meisterschaften                   | Mixed        | 1     | Thomas Kihlström / Maria Bengtsson                        |
| 1983          | Japan Open                                  | Herrendoppel | 1     | Thomas Kihlström / Stefan Karlson                         |
| 1983/1984     | Schweden: Einzelmeisterschaft               | Mixed        | 1     | Thomas Kihlström / Christine Magnusson (BKC)              |
| 1983/1984     | Schweden: Einzelmeisterschaft               | Herrendoppel | 1     | Stefan Karlsson / Thomas Kihlström (BK Aura / BKC)        |
| 1984          | Schweden: Internationale Meisterschaften    | Mixed        | 1     | Thomas Kihlström / Maria Bengtsson                        |
| 1984          | Nordische Meisterschaften                   | Herrendoppel | 1     | Stefan Karlsson / Thomas Kihlström                        |
| 1984          | Europameisterschaft                         | Mixed        | 2     | Thomas Kihlström / Maria Bengtsson                        |
| 1984          | Japan Open                                  | Herrendoppel | 1     | Thomas Kihlström / Stefan Karlson                         |
| 1984/1985     | Schweden: Einzelmeisterschaft               | Mixed        | 1     | Thomas Kihlström / Christine Magnusson (BKC)              |
| 1984/1985     | Schweden: Einzelmeisterschaft               | Herrendoppel | 1     | Stefan Karlsson / Thomas Kihlström (BK Aura / BKC)        |
| 1985          | All England                                 | Mixed        | 2     | Thomas Kihlstrøm / Gillian Clark                          |
| 1985          | Nordische Meisterschaften                   | Herrendoppel | 1     | Stefan Karlsson / Thomas Kihlström                        |
| 1985/1986     | Schweden: Einzelmeisterschaft               | Mixed        | 1     | Thomas Kihlström / Christine Magnusson (BKC)              |
| 1986          | Europameisterschaft                         | Herrendoppel | 2     | Steen Fladberg / Jesper Helledie                          |
| 1986          | Europameisterschaft                         | Mixed        | 3     | Thomas Kihlström / Christine Magnusson                    |
| 1986/1987     | Schweden: Einzelmeisterschaft               | Mixed        | 1     | Thomas Kihlström / Christine Magnusson (BKC)              |
| 1986/1987     | Schweden: Einzelmeisterschaft               | Herrendoppel | 1     | Stefan Karlsson / Thomas Kihlström (BK Aura / BKC)        |
| 1987/1988     | Schweden: Einzelmeisterschaft               | Mixed        | 1     | Thomas Kihlström / Christine Magnusson (Spårvägen)        |